# Dolor de muela
El dolor de muela, también conocido como dolor dental, es un dolor en los dientes, muelas o sus estructuras de soporte, causado por enfermedades dentales o dolor referido a los dientes por enfermedades de otra índole. Cuando es grave, puede afectar el sueño, la alimentación y otras actividades diarias. Debido a su fisiopatología y con base en su lugar de aparición, se considera uno de los dolores más fuertes que los seres humanos pueden experimentar.
Las causas comunes incluyen inflamación de la pulpa (generalmente en respuesta a caries, trauma dental u otros factores), hipersensibilidad dentinaria, periodontitis apical (inflamación del ligamento periodontal y hueso alveolar alrededor del ápice de la raíz), abscesos dentales (colecciones localizadas de pus), osteítis alveolar ("alveolitis seca", una posible complicación de la extracción del diente), gingivitis ulcerosa necrotizante aguda (una infección de las encías) y trastorno temporomandibular.
La pulpitis es reversible cuando el dolor es de leve a moderado y dura poco tiempo después de un estímulo (por ejemplo, un resfriado); o irreversible cuando el dolor es severo, espontáneo y dura mucho tiempo después de un estímulo. Si no se trata, puede volverse irreversible y luego progresar a necrosis pulpar (muerte de la pulpa) y periodontitis apical. Los abscesos suelen causar dolor punzante. El absceso apical suele aparecer después de la necrosis pulpar, el absceso pericoronal suele asociarse con pericoronitis aguda de una muela del juicio inferior y los abscesos periodontales suelen representar una complicación de la periodontitis crónica (enfermedad de las encías). Con menos frecuencia, las afecciones no dentales pueden causar dolor de muelas, como la sinusitis maxilar, que puede causar dolor en los dientes superiores posteriores, o angina de pecho, que puede causar dolor en los dientes inferiores. A veces, el diagnóstico correcto puede ser un desafío.

## Causas
El dolor de muelas puede ser causado por afecciones "dentales" ("odontogénicas", como las que involucran el complejo dentina-pulpa o periodonto), o por afecciones "no dentales" ("no odontogénicas", como sinusitis maxilar o angina de pecho). Hay muchas causas no dentales posibles, pero la gran mayoría de los dolores de muelas son de origen dental.
Tanto la pulpa como el ligamento periodontal tienen receptores del dolor, pero la pulpa carece de receptores de movimiento o posición y receptores de presión mecánica.: 125–135  En consecuencia, el dolor que se origina en el complejo dentina-pulpa tiende a estar mal localizado, mientras que el dolor del ligamento periodontal suele estar bien localizado, : 55 : 125–135 
Por ejemplo, el ligamento periodontal puede detectar la presión ejercida al morder algo más pequeño que un grano de arena (10-30 µm). : 48  Cuando un diente se estimula intencionalmente, aproximadamente el 33% de las personas puede identificarlo correctamente y el 20% no puede reducir la ubicación del estímulo a un grupo de tres dientes.: 31  Otra diferencia típica entre el dolor pulpar y periodontal es que este último no suele empeorar con los estímulos térmicos. : 125–135  Algunas de las causas pueden ser:

### Dental

Historia natural de caries dental y dolor de muelas resultante e infección odontogénica.

#### Pulpal
La mayoría de los dolores de muelas pulpares pertenecen a uno de los siguientes tipos; sin embargo, otras causas raras (que no siempre encajan perfectamente en estas categorías) incluyen dolor galvánico y barodontalgia.

#### Pulpitis
La Pulpitis (inflamación de la pulpa) puede ser provocada por varios estímulos (agresiones), incluidos irritantes mecánicos, térmicos, químicos y bacterianos, o raramente cambios barométricos y radiación ionizante.  Las causas comunes incluyen caries, traumatismos dentales (como una grieta o fractura) o un relleno con un sello imperfecto.
Debido a que la pulpa está encerrada en una capa exterior rígida, no hay espacio para acomodar la hinchazón causada por la inflamación. Por tanto, la inflamación aumenta la presión en el sistema pulpar, comprimiendo potencialmente los vasos sanguíneos que irrigan la pulpa. Esto puede provocar isquemia (falta de oxígeno) y necrosis (muerte del tejido). La pulpitis se denomina "reversible" cuando la pulpa inflamada es capaz de volver a un estado de salud, e "irreversible" cuando la necrosis pulpar es inevitable.: 36–37 
La pulpitis reversible se caracteriza por un dolor de corta duración provocado por el frío y, a veces, por el calor. Los síntomas de la pulpitis reversible pueden desaparecer, ya sea porque se elimina el estímulo nocivo, como cuando se quita la caries dental y se coloca un empaste, o porque se han producido nuevas capas de dentina (dentina terciaria) dentro de la cámara pulpar, aislando contra el estímulo. La pulpitis irreversible causa dolor espontáneo o persistente en respuesta al frío. : 619–627 

#### Hipersensibilidad a la dentina
La hipersensibilidad a la dentina es un dolor dental agudo y de corta duración que ocurre en aproximadamente el 15% de la población, que se desencadena por el frío (como líquidos
o aire), alimentos dulces o picantes y bebidas. Los dientes normalmente sentirán alguno de estos factores desencadenantes, pero lo que separa la hipersensibilidad de la sensación normal es la intensidad del dolor. La hipersensibilidad es causada más comúnmente por una falta de aislamiento de los desencadenantes en la boca debido a recesión gingival (encías retraídas) que exponen las raíces de los dientes, aunque puede ocurrir después del raspado y alisado radicular, blanqueamiento dental, o como resultado de la erosión. La pulpa del diente permanece normal y sana en la hipersensibilidad dentinaria.: 510 
Se encuentran disponibles muchos tratamientos tópicos para la hipersensibilidad, incluidas las pastas dentales desensibilizantes y los barnices protectores que recubren la superficie de la dentina expuesta. El tratamiento de la causa principal del dolor es fundamental, ya que las medidas tópicas suelen ser de corta duración. : 510  Con el tiempo, la pulpa generalmente se adapta produciendo nuevas capas de dentina dentro de la cámara pulpar llamada dentina terciaria, aumentando el grosor entre la pulpa y la superficie de dentina expuesta y disminuyendo la hipersensibilidad.: 510 

#### Periodontal
En general, las afecciones periodontales crónicas no causan ningún dolor. Más bien, es la inflamación aguda la que es responsable del dolor.
Cuando el dolor de muelas es el resultado de un trauma dental (independientemente del diagnóstico pulpar o periodontal exacto), el tratamiento y el pronóstico dependen de la extensión del daño, la etapa de desarrollo del diente, el grado de desplazamiento o, cuando se avulsiona el diente, el tiempo que tarda en salir del alvéolo y la salud inicial del diente y el hueso. Debido a la gran variación en el tratamiento y el pronóstico., los dentistas suelen utilizar guías de trauma para ayudar a determinar el pronóstico y las decisiones directas sobre el tratamiento.
El pronóstico de un diente fracturado varía según la extensión de la fractura. Esas grietas que irritan la pulpa pero que no se extienden a través de la cámara pulpar pueden servir para estabilizar restauraciones dentales como una corona.

### No dental
Las causas no dentales del dolor de muelas son mucho menos comunes en comparación con las causas dentales. En un dolor de muelas de origen neurovascular, se informa dolor en los dientes junto con una migraña. Las estructuras locales y distantes (como el oído, el cerebro, la arteria carótida o el corazón) también pueden presentar dolor referido a los dientes.: 80, 81  Otras causas no dentales incluyen dolor miofascial (dolor muscular) y angina de pecho (que clásicamente se refiere al dolor en la mandíbula inferior). Muy raramente, el dolor de muelas puede ser de origen psicógeno.: 57–58 
Los trastornos del seno maxilar se pueden referir a los dientes posteriores superiores. Los nervios alveolares posterior, medio y anterosuperior están estrechamente asociados con el revestimiento del seno. El hueso entre el piso del seno maxilar y las raíces de los dientes superiores posteriores es muy delgado y, con frecuencia, los ápices de estos dientes alteran el contorno del piso del seno. En consecuencia, la sinusitis maxilar aguda o crónica puede percibirse como dolor de muelas maxilar, y neoplasmas del seno (como carcinoma quístico adenoide): 390  puede causar un dolor de muelas percibido de manera similar si ocurre una invasión maligna de los nervios alveolares superiores.: 72  Clásicamente, el dolor de la sinusitis aumenta al inclinar la cabeza hacia adelante.
Las condiciones dolorosas que no se originan en los dientes o sus estructuras de soporte pueden afectar la mucosa oral de las encías y ser interpretadas por el individuo como dolor de muelas. Los ejemplos incluyen neoplasias de la mucosa alveolar (generalmente carcinoma de células escamosas),: 299  condiciones que causan gingivoestomatitis y gingivitis descamativa. Varias afecciones pueden afectar el hueso alveolar y causar dolor de muelas no odontogénico, como el linfoma de Burkitt,: 340  infartos en las mandíbulas causadas por enfermedad de células falciformes,: 214  y osteomielitis.: 497  Varias afecciones del nervio trigémino pueden enmascararse como dolor de muelas, incluyendo trigeminal zóster (división maxilar o mandibular),: 487  neuralgia del trigémino, cefalea en racimos, y trigémino neurópata. En muy raras ocasiones, un tumor cerebral puede causar dolor de muelas.: 80, 81  Otro síndrome de dolor facial crónico que puede simular un dolor de muelas es el trastorno temporomandibular (síndrome de disfunción y dolor de la articulación temporomandibular), que es muy común. El dolor de muelas que no tiene una causa médica o dental identificable a menudo se denomina odontalgia atípica, que, a su vez, generalmente se considera un tipo de dolor facial atípico (o dolor facial idiopático persistente).

## Tratamiento
Una higiene bucal adecuada ayuda a prevenir el dolor de muelas al prevenir las enfermedades dentales. El tratamiento de un dolor de muelas depende de la causa exacta y puede implicar un empaste, tratamiento de conducto, extracción, drenaje de pus u otra acción correctiva. El alivio del dolor se considera una de las principales responsabilidades de los dentistas.: 125–135  Es el tipo más común de dolor en la boca o la cara y una de las razones más comunes para las citas dentales de emergencia. En 2013, se produjeron 223 millones de casos de dolor dental como resultado de caries en dientes permanentes y 53 millones de casos en dientes de leche. Históricamente, se cree que la demanda de tratamiento del dolor de muelas ha llevado al surgimiento de la cirugía dental como la primera especialidad de la medicina.

## Prevención
Dado que la mayoría de los dolores de muelas son el resultado de enfermedades relacionadas con la placa, como las caries y la enfermedad periodontal, la mayoría de los casos podrían prevenirse evitando una dieta cariogénica y manteniendo una buena higiene bucal. Es decir, reducir el número de veces que se consumen azúcares refinados y cepillarse dos veces al día con un dentífrico con flúor y mantener la limpieza interdental. Las visitas regulares al dentista también aumentan la probabilidad de que los problemas se detecten tempranamente y se eviten antes de que ocurra el dolor de muelas. El trauma dental también podría reducirse significativamente mediante el uso rutinario de protectores bucales en los deportes de contacto.